# Грчка на Европском првенству у атлетици у дворани 1975.
Грчка  је учествовала на  6. Европском првенству у дворани 1975.  одржаном  8. и 9. марта у Спортско-забавној дворани Сподек у Катовицама, (Пољска).  Репрезентацију Грчке у њеном шестом учешћу на европским првенствима у дворани представљало је 6 атлетичара (5 мушкараца и 1 жена) који су се такмичили у 6 дисциплина (4 мушке и 2 женскe). Ово је први пут да је у грчкој репрезентацији била једна жена.
На овом првенству атлетичари Грчке нису освојили ниједну медаљу.
У табели успешности према броју и пласману такмичара који су учествовали у финалним такмичењима (првих 8 такмичара) Грчка је са два учесника у финалу и 5 освојених бодова заузела последње  88 место , од 24 земаље учеснице,  односно  њих 6. Аустрија, Данска, Луксембург Норвешка Турска и Шпанија, нису имале финалисте.
| Пл. | Земља | 1. место | 2. место | 3. место | 4. место | 5. место | 6. место | 7. место | 8. место | Бр. фин. Бод. |
| --- | ----- | -------- | -------- | -------- | -------- | -------- | -------- | -------- | -------- | ------------- |
| 22. | Грчка | −        | −        | −        | −        | −        | −        | −        | 1 − 1    | 1 − 1         |

## Учесници
| Бр. | Дисциплина   | Мушкарци                              | Жене            | Укупно |
| --- | ------------ | ------------------------------------- | --------------- | ------ |
| 1.  | 60 м         |                                       | Марула Ламбру   | 1      |
| 2.  | 400 м        | Ставрос Дзордзис                      |                 | 1      |
| 3.  | 60 м препоне | Георгиос Манделос Ефстритиос Василију |                 | 2      |
| 4.  | Скок увис    | Димитриос Патронис                    |                 | 3      |
| 5.  | скок удаљ    | Паолис Катиотис                       | Марула Ламбру** | 1 (2)  |
|     | Укупно (6)   | 5                                     | 1 (2*)          | 6 (7)* |

- Број звездица уз име такмичара означава у колико је дисциплина учествовао.

## Освајачи медаља
Није освојена ниједна медаља.

## Резултати

### Мушкарци
| Атлетичар           | Дисциплина   | Лични рекорд | Квалификације | Квалификације | Полуфинале           | Полуфинале           | Финале               | Финале   | Детаљи |
| Атлетичар           | Дисциплина   | Лични рекорд | Резултат      | Место         | Резултат             | Место                | Резултат             | Место    | Детаљи |
| ------------------- | ------------ | ------------ | ------------- | ------------- | -------------------- | -------------------- | -------------------- | -------- | ------ |
| Ставрос Дзордзис    | 400 м        |              | 48,69         | 2 у гр. 1 КВ  | 59,13                | 1 у пф 2 КВ          | 50,90                | 5. / 9   |        |
| Георгиос Манделос   | 60 м препоне |              | 8,15          | 2. у гр. 2    | Није се квалификовао | Није се квалификовао | Није се квалификовао | 17. / 23 |        |
| Ефстритиос Василију | 60 м препоне |              | 8,21          | 5. у гр. 1    | Није се квалификовао | Није се квалификовао | Није се квалификовао | 18. / 23 |        |
| Димитриос Патронис  | скок увис    |              |               |               |                      |                      | 2,13                 | 12. / 18 |        |
| Апостолос Катиотис  | скок удаљ    |              | 5,48          | 9. / 9 (10)   |                      |                      |                      |          |        |

### Жене
| Атлетичарка   | Дисциплина | Лични рекорд | Квалификације | Квалификације | Полуфинале            | Полуфинале            | Финале                | Финале   | Детаљи |
| Атлетичарка   | Дисциплина | Лични рекорд | Резултат      | Место         | Резултат              | Место                 | Резултат              | Место    | Детаљи |
| ------------- | ---------- | ------------ | ------------- | ------------- | --------------------- | --------------------- | --------------------- | -------- | ------ |
| Марула Ламбру | 60 м       |              | 7,79          | 5 у гр. 3     | Није се квалификовала | Није се квалификовала | Није се квалификовала | 19. / 20 |        |
| Марула Ламбру | скок удаљ  |              |               |               |                       |                       | 6,03                  | 8. / 11  |        |

## Биланс медаља Грчке после 6. Европског првенства у дворани 1970—1975.
|      | Земља        |   |   |   |   | УП    |
| 1—2. | 1970 — 1971. | 0 | 0 | 0 | 0 | 0     |
| 3.   | 1972.        | 0 | 1 | 1 | 2 | 9.    |
| 4.   | 1973.        | 0 | 0 | 1 | 1 | 16.   |
| 5.   | 1974.        | 0 | 0 | 0 | 0 | 18.   |
| 6.   | 1975.        | 0 | 0 | 0 | 0 | = 18. |
| 1—6  | Укупно       | 0 | 1 | 2 | 3 | =18.  |
| ---- | ------------ | - | - | - | - | ----- |

|                                        | Атлетичар                              | Земља                                  |                                        |                                        |                                        |                                        |
| Није било вишеструких освајача медаља. | Није било вишеструких освајача медаља. | Није било вишеструких освајача медаља. | Није било вишеструких освајача медаља. | Није било вишеструких освајача медаља. | Није било вишеструких освајача медаља. | Није било вишеструких освајача медаља. |
| -------------------------------------- | -------------------------------------- | -------------------------------------- | -------------------------------------- | -------------------------------------- | -------------------------------------- | -------------------------------------- |

## Грчки освајачи медаља после 6. Европског првенства 1970—1975.
|    | Атлетичар/ка             | м | ж | ЕП       | Дисциплина |   |   |   |   |
| -- | ------------------------ | - | - | -------- | ---------- | - | - | - | - |
| 1. | Спилиос Захаропулос      | м |   | 1972.    | 1.500 м    |   |   |   |   |
| 2. | Василиос Папагеоргопулос | м |   | 1972.    | 50 м       |   |   |   | 2 |
| 2. | Василиос Пападимитриу    | м |   | 1973.    | скок увис  |   |   |   | 1 |
|    | Укупно                   | 3 | 0 | 1970—73. |            | 0 | 1 | 2 | 3 |